# پرمیوم ایمپریاله

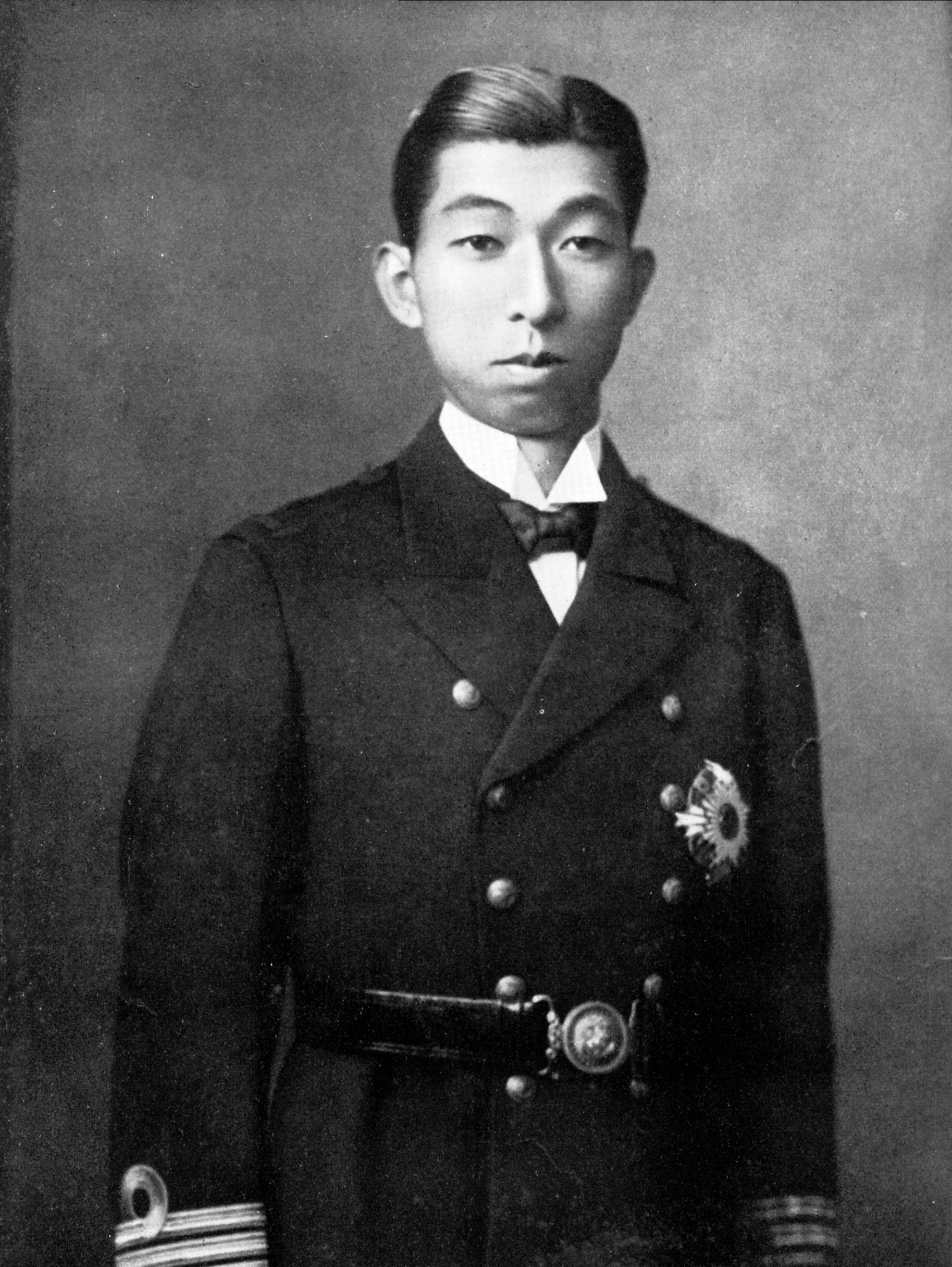
تصویری از ولیعهد تاکاماتسو که جایزه به نام اوست.

پرمیوم ایمپریاله (لاتین: Praemium Imperiale) یا به عبارت کامل «جایزهٔ جهانی فرهنگ در یادبود اعلی‌حضرت ولیعهد تاکاماتسو» (ژاپنی: 高松宮殿下記念世界文化賞) نام یک جایزهٔ بین‌المللی هنری است که از سال ۱۹۸۹ میلادی توسط خانواده سلطنتی ژاپن و به نیابت از «انجمن هنر ژاپن» در زمینهٔ نقاشی، مجسمه‌سازی، معماری، موسیقی، تئاتر/سینما اهدا می‌شود. این رشته‌ها در واقع آنهایی هستند که شاملِ جایزه نوبل نمی‌شوند.
این جایزه به برترین مشارکت‌ها در زمینهٔ توسعه، ارتقا و پیشرفت هنر اهدا می‌شود.